# Интерперсональная психотерапия
Интерперсональная (межличностная) психотерапия (ИПТ) — психотерапия, являющаяся краткосрочной, высокоструктурированной, конкретно сфокусированной психотерапией, основанной на рабочем принципе «здесь и сейчас» и направленная на разрешение проблем текущих межличностных взаимоотношений пациентов, страдающих психическими расстройствами. Основные положения психотерапевтического подхода ИПТ разработаны в 70-х годах XX века группой учёных Йельского университета под руководством Джеральда Клермана и Мирны Вайсман. Продолжительность курса лечения при проведении интерперсональной психотерапии составляет 12—20 сессий. Психотерапевтические сессии проводятся раз в неделю. Проблемы межличностной сферы пациента рассматриваются в 4-х различных фокусах: отягощенное переживание скорби, межличностные ролевые конфликты, ролевой переход и дефицит межличностных отношений. Интерперсональная психотерапия считается эффективным методом психотерапевтического лечения депрессивного расстройства.

## Концепция психических расстройств в ИПТ
Концепция интерперсональной психотерапии признает многофакторность этиологии психических расстройств и не предполагает, что психопатология возникает исключительно вследствие проблем межличностного функционирования индивида. Однако, отмечая роль генетических, биохимических, личностных факторов и особенностей психического развития, концепция интерперсональной психотерапии подчеркивает, что психопатология также возникает в контексте текущих межличностных отношений индивида со значимыми людьми в его жизни. Не фокусируясь на других этиологических факторах, психотерапевтические вмешательства ИПТ направлены на этот текущий межличностный контекст. В теоретической концепции ИПТ психическая патология характеризуется как совокупность трёх следующих основных компонентов:
1. Симптоматика. Симптомы психических расстройств
2. Социальное и межличностное функционирование. Взаимодействие пациента со значимыми людьми в его жизни (члены семьи, друзья, коллеги и т. д.).
3. Личностные особенности. Они включают устойчивые паттерны жизненного функционирования индивида. Эти личностные характеристики могут также способствовать развитию психической патологии.

## Проблемные фокусы
Интерперсональная терапия применяется, когда развитие психопатологических симптомов пациента связано с одной из нижеуказанных проблем, возникающих в его социальной среде:
Отягощенное переживание скорби

Отягощенное переживание скорби в ИПТ определяется как «утрата в связи со смертью». В то время как в других видах психотерапий скорбь может определяться в рамках различных переживаний утраты (например, утрата каких-либо функциональных способностей или потеря социального положения), в ИПТ это определение относится только к эмоциональной реакции в связи со смертью близкого человека.
Межличностные ролевые конфликты

В интерперсональной психотерапии межличностные ролевые конфликты определяются как ситуации, в которых пациент и значимые люди в его жизни имеют различные ожидания от их взаимоотношений и этот конфликт значителен настолько, что он вызывает состояние выраженного психологического дистресса у пациента.
Ролевой переход

Ролевой переход — это реальные или ожидаемые жизненные ситуации, к которым пациент должен адаптироваться. В новых обстоятельствах индивиду необходимо освоить незнакомую для него социальную роль — осуществить ролевой переход.
Дефицит межличностных отношений

Дефицит межличностных отношений диагностируется, когда пациент отмечает бедность межличностных отношений (утерянных, либо никогда не имевшихся ранее). Межличностный дефицит пациента отмечается как в качественном, так и в количественном аспекте.

## Структура психотерапевтического процесса
Психотерапевтический курс ИПТ обычно состоит из 12—16 терапевтических сессий, проводимых раз в неделю. Продолжительность этих сессий составляет от 50 минут до 1 часа. Психотерапия делится на три стадии лечения: начальную, среднюю и завершающую. Каждая из этих стадий имеет свои специфические задачи. По завершении активного этапа лечения может быть назначен курс менее интенсивной поддерживающей психотерапии.